# Otto Olsson
Otto Olsson est un compositeur et organiste suédois, né le 19 décembre 1879 à Stockholm (Suède), où il est décédé le 1er septembre 1964.

## Biographie
Otto Olsson fut l'un des plus grands organistes de son époque. Il étudia l'orgue avec Lagergren et la composition avec Dente à l'Académie de musique royale suédoise, où il devint par la suite professeur d'harmonie (1908-1924) puis d'orgue (1924-1945). Il fut aussi organiste à l'église Gustave Vasa de Stockholm et devint membre de l'Académie de musique royale suédoise en 1915.
Il utilisa ses connaissances solides en contrepoint, alliées à une affinité pour la musique française d'orgue pour créer son propre style de composition, issu d'un romantisme tardif. Il s'intéressa aussi à la musique ancienne et utilisa les techniques du plain-chant du chant grégorien dans sa Gregorianska melodier. Il explora la polytonalité dans son œuvre, une recherche que l'on ne trouve pas dans les autres œuvres suédoises de l'époque. En plus de nombreuses et belles œuvres pour orgue, œuvres instrumentales et chorales, son œuvre la plus connue et la plus aboutie est son Te Deum, vaste pièce pour chœur, cordes, orchestre, harpe et orgue.
En tant qu'enseignant, il influença nombre de musiciens suédois, et fut un acteur important dans le développement de la musique religieuse en Suède, qui avait souffert d'une longue période de déclin; il fut membre de commissions officielles de liturgie et de chants religieux.  Il composa aussi des arrangements de psaumes, et écrivit deux ouvrages pédagogiques sur l'art du chant choral et du psaume.

## Œuvres

### Chœurs
- Advents och julsånger, pour chœur mixte et orgue (1917)
  - Advent
  - Julsång
  - Gammal julvisa
  - Psaume David 121
  - Nyårspsalm
  - Guds Son är fødd (bearbetning af folkvisa)
  - Det brinner en stjärna i Österland
  - Jungfru Marias lovsång
- Gregorianska melodier (Six mélodies grégoriennes), Op. 30 (1910)
- Sex latinska hymner (Six hymnes latins), pour chœur a cappella, Op. 40 (1919)
  - Psalmus CXX
  - Canticum Simeonis
  - Psalmus CX
  - Jesu dulcis memoria
  - Ave Maris Stella
  - Rex gloriose martyrum
- Trois chants chorals en latin
  - Jesu corona celsior (textes de Uppsala Domkyrkas Gosskör)
  - Auctor beate saeculi
  - Aeterne Rex altissime

### Orgue
- Miniatyrer, Op. 5 (c.1895-1900)
- Cinq Canons, Op. 18 (1903-1910)
- Suite en sol, Op. 20
- Credo Symphoniacum (1918)
- Fantaisie et Fugue sur un choral Vi lofva dig, o store Gud, Op. 29
- 12 orgelstycken över koralmotiv, Op. 36
- Sonate pour orgue, en mi majeur, op.38
- Prélude et fugue, en ut dièse mineur, op.39 (1910)
- Variations sur Ave maris stella, Op. 42
- 5 Trios, Op. 44 (?1911)
- Credo symphoniacum, op.50 (1925)
- Prélude et fugue en fa dièse mineur, op.52 (1918)
- Prélude et fugue en ré dièse mineur, op.56 (1935)

### Orchestre
- Symphonie en sol mineur, Op. 11 (1901-1902)
- Requiem (1903, création Stockholm, Nov. 1976)
- Te Deum, Op. 25 (1906)

### Musique de chambre
- Quatuor à cordes no 1, Op. 10
- Quatuor à cordes no 2 (1906)
- Quatuor à cordes no 3 (1947)

## Enregistrements
- Requiem, Orchestre philharmonique de Stockholm, chœur philharmonique de Stockholm, dir. Anders Öhrwall, Caprice records, CAP 21368 (1984-1988)

## Sources
- (en) Cet article est partiellement ou en totalité issu de l’article de Wikipédia en anglais intitulé « Otto Olsson » (voir la liste des auteurs).

- Nicolas Slonimsky, Alain Paris et Marie-Stella Paris, Dictionnaire biographique des musiciens, R. Laffont, 1995 (ISBN 2-221-06510-7, 978-2-221-06510-5 et 2-221-06787-8, OCLC 33096600, lire en ligne)